# Pryskyřník prudký
Pryskyřník prudký (Ranunculus acris) je jedovatá, vytrvalá a středně vysoká bylina z rodu pryskyřník, je jedním z nejběžnějších druhů pryskyřníků v ČR.

## Popis
Jedná se o vytrvalou rostlinu dorůstající nejčastěji výšky 20–100 cm, s velmi krátkým nebo prodlouženým oddenkem, 1–10 cm dlouhým. Lodyha je lysá nebo hlavně v dolní polovině řídce až hustě přitiskle chlupatá. Listy jsou střídavé, přízemní jsou dlouze řapíkaté, lodyžní jsou s kratšími řapíky až přisedlé. Čepele přízemních listů jsou zpravidla tři- až pětiklané či pětidílné, úkrojky jsou čárkovitě kopinaté, někdy ale až klínovitě vejčité (subsp. frieseanus), zastřihovaně zubaté. Lodyžní listy jsou podobné přízemním, všechny listy jsou přitiskle až štětinatě chlupaté. Květy jsou žluté, květní stopky jsou na průřezu oblé. Kališních lístků je 5, jsou kopinaté až úzce vejčité, vně chlupaté. Korunní lístky jsou žluté, vejčité, nejčastěji 8–10 mm dlouhé.
Kvete v květnu až v srpnu. Plodem je nažka, která je asi 2,4–3,2 mm dlouhá, lysá, na vrcholu zakončená krátkým zobánkem, který je přímý až stočený. Nažky jsou uspořádány do souplodí. Počet chromozómů je 2n=14 nebo 28 (v ČR nikoliv). Celá rostlina obsahuje jed, který člověku způsobuje puchýře. Jed je nebezpečný i pro dobytek a králíky.

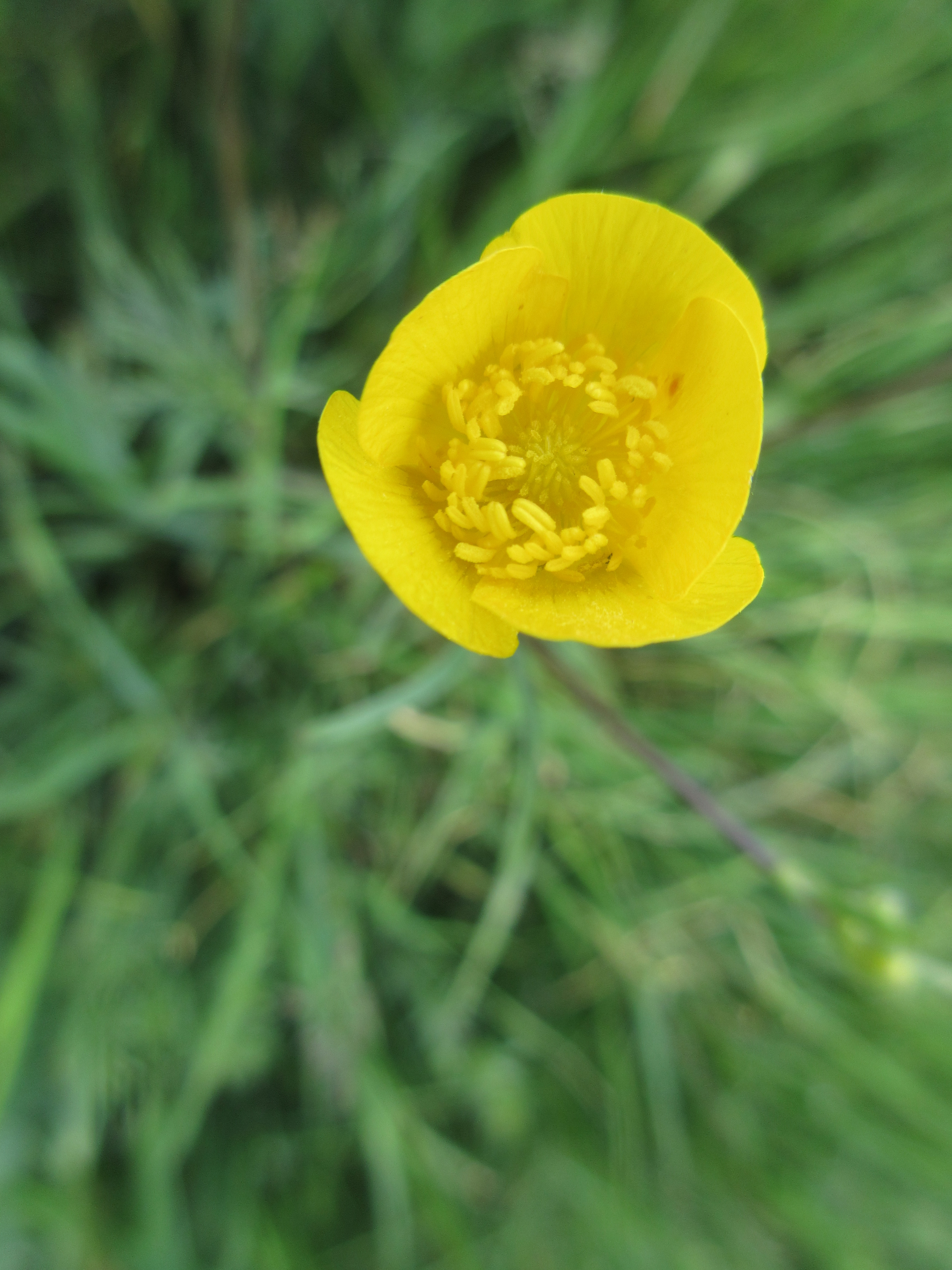
Květ pryskyřníku prudkého

## Taxonomie
Jedná se o variabilní druh, ve střední Evropě se rozlišují tři poddruhy.
- Pryskyřník prudký pravý (Ranunculus acris subsp. acris) má oddenek velmi krátký, do 1 cm délky, úkrojky přízemních listů jsou čárkovitě kopinaté, zobánek hákovitě zahnutý, ale nikoliv stočený. V České republice je velmi hojný.
- Pryskyřník prudký Friesův (Ranunculus acris subsp. frieseanus) má oddenek delší, do 3–10 cm dlouhý, úkrojky přízemních listů jsou nápadně širší až vejčité, zobánek až stočený. Původní je v západní Evropě, v ČR zavlečen do trávníků v parcích a zahradách.
- Pryskyřník prudký hřebílkatý (Ranunculus acris subsp. strigulosus) má přízemní listy více kožovité a štětinatě odstále chlupaté (nikoli přitiskle jako předchozí dva poddruhy). Roste spíše v jihovýchodní Evropě včetně Slovenska, z ČR zatím nebyl spolehlivě prokázán.[1][3]

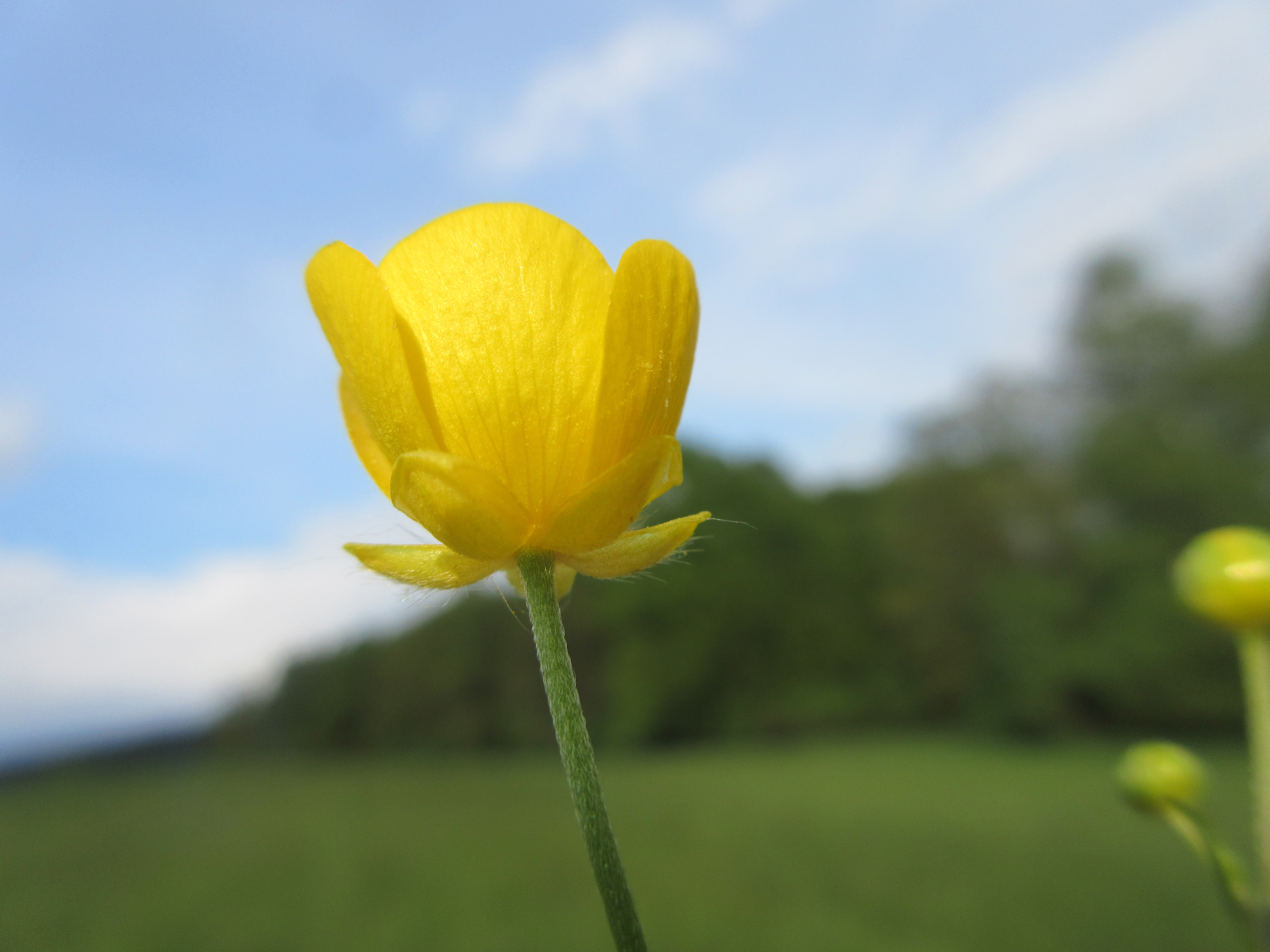
Květ pryskyřníku prudkého

## Rozšíření
Pryskyřník prudký je široce rozšířen téměř po celé Evropě, chybí jen v nejjižnější části, nepatrně přesahuje do severní Afriky, dále roste ve velké části Asie, původní je snad také na Aleutech a v Grónsku. Člověkem zavlečen je i mnohde jinde, např. v Severní Americe, kde je dosti rozšířený a zdomácnělý, dále je udáván adventivní výskyt v Jižní Americe, na Novém Zélandu, v Austrálii a na některých ostrovech v Tichém oceánu.
V České republice je hojným druhem rozšířeným od nížin do hor, roste na loukách a pastvinách, především svazu Arrhenatherion (mezofilní ovsíkové a kostřavové louky), ale i pastviny sv. Cynosurion (poháňkové pastviny a sešlapávané trávníky) a v loukách sv. Calthion (vlhké pcháčové louky, resp. méně podmáčené typy) aj.

## Název pryskyřník
Pryskyřník prudký je často pojmenován podle toho, že jeho šťáva působí na kůži pryskýře (puchýře), jak o tom svědčí jeho český botanický název pryskyřník. Kromě staročeského zaruzie patřily původně pryskyřníku české názvy zarouš, zarouž, zarúž, zaružel, zaruží, záruží, záružina, zaružinka, žaróch, žarouž, žaruž, žarůž(ek), žerout(y), žrout, žaroužel, žeružel, žeružen. Lidovými názvy jsou babí lesk, blejskavé kvítí, blejskavka ...